# Pieni Malla
Pieni Malla är ett berg i Finland. Det ligger i Enontekis i landskapet Lappland, i den norra delen av landet, 1 000 km norr om huvudstaden Helsingfors. Toppen på Pieni Malla är 722 meter över havet, eller 100 meter över den omgivande terrängen. Bredden vid basen är 1,8 km.
Terrängen runt Pieni Malla är kuperad.  Trakten runt Pieni Malla är nära nog obefolkad, med mindre än två invånare per kvadratkilometer. Närmaste större samhälle är Kilpisjärvi, 2,6 km öster om Pieni Malla. Omgivningarna runt Pieni Malla är i huvudsak ett öppet busklandskap.